# Daniel Biskup
Daniel Biskup (*  27. November 1962 in Bonn) ist ein deutscher Fotojournalist und Dokumentarfotograf. Er fotografiert Politiker wie Donald Trump, Wladimir Putin, Angela Merkel oder Emmanuel Macron – früher besonders häufig Altkanzler Helmut Kohl. Ereignisse wie die Deutsche Wiedervereinigung 1989 begleitete er ebenfalls mit der Kamera.

## Leben
Biskups Mutter stammte aus Danzig, der Vater aus Schlesien. 
Mit 15 Jahren begann er eine dreijährige Ausbildung als Postbote in Bad Godesberg. Während seiner Lehre gründete er eine Gewerkschaftszeitung und begann damit, das Zeitgeschehen in Bonn zu fotografieren. Friedensdemonstrationen und besetzte Häuser waren seine ersten Motive. Mit 18 Jahren ging Biskup nach Augsburg, machte am Bayernkolleg von 1981 bis 1985 sein Abitur und studierte an der Universität Augsburg Neuere und Neueste Geschichte, Politologie und Volkskunde.
Im Jahr 1982 erschien Biskups erstes Bild auf der Titelseite der Augsburger Allgemeinen Zeitung, für die er bis 1990 als freier Fotojournalist tätig war. Auf einer Studienfahrt reiste Biskup 1988 das erste Mal in die Sowjetunion. Dort wollte er sich von Michail Sergejewitsch Gorbatschows Perestroika- und Glasnost-Politik ein Bild machen. Als Ungarn im September 1989 die Grenze zum Westen öffnete, strömten DDR-Flüchtlinge von Budapest nach Berlin. Biskup, damals 26 Jahre alt, dokumentierte ihren Weg mit der Kamera.
Biskup fotografierte den Umbruch in der DDR bis zur deutschen Wiedervereinigung am 3. Oktober 1990 und richtete später die Kamera auf die Ereignisse in der UdSSR und Jugoslawien. Er dokumentierte die Auflösung der Sowjetunion und den Putsch von 1991. In den folgenden Jahren reiste Biskup immer wieder nach Russland. Im Jahr 2000 porträtierte er als erster deutscher Fotograf den russischen Präsidenten Wladimir Putin. Über 50 Mal hat Biskup Russland und speziell St. Petersburg seither besucht.
Für die BILD-Zeitung fotografierte Biskup die Freiheitskämpfe in der Ukraine und viele Interviews mit Politikern wie zum Beispiel Theresa May. Er ist befreundet mit dem ehemaligen Bild-Chefredakteur Kai Diekmann.
Die Ausstellung Über Leben im Deutschen Historischen Museum in Berlin von 2011 zeigte 280 Fotografien von ihm und Thomas Hoepker zum Umbruch in den ehemaligen Ostblockstaaten. Die Eröffnungsrede hielt Bundeskanzlerin Angela Merkel.  Sie fotografierte Biskup 1990 das erste Mal und seither immer wieder. Es war nicht die einzige Begegnung Biskups mit einem deutschen Kanzler: seit 1998 begleitete er Helmut Kohl als Fotograf bei privaten und offiziellen Anlässen.
Neben Helmut Kohl und Wladimir Putin fotografierte Biskup viele weitere Prominente, unter anderen Donald Trump, Emmanuel Macron, Karl Lagerfeld, Katy Perry, Barack Obama, und Angela Merkel.
Die Fotografien von Daniel Biskup befinden sich sowohl in privaten als auch in öffentlichen Sammlungen. Einen Teil der Fotografien zeigt die Onlinegalerie Salz und Silber, das Russische Museum in St. Petersburg, das Deutsche Historische Museum in Berlin oder das Haus der Geschichte der Bundesrepublik Deutschland in Bonn.

## Publikationen
- 2002: Gemini, Johanna & Barbara, Gva & Kunst, ISBN 3-9808726-0-2
- 2003: St. Petersburg – Europa an der Newa, Gva & Kunst, ISBN 3-9808726-1-0
- 2005: 1989/1990 – Fotografische Impressionen auf dem Weg zur Deutschen Einheit, Verlag Markus Böhm, ISBN 3-9808726-2-9
- 2005: Private Bilder. Mit einem Vorwort von Kai Diekmann, Verlag Markus Böhm, ISBN 3-9808726-3-7
- 2006: Der Papst zuhause: Benedikt XVI. in Bayern, Lorenzspringer Medien, ISBN 3-9811385-0-3
- 2010: Helmut Kohl – Auf dem Weg / In Geschichte und Gegenwart. Herausgegeben von Kai Diekmann, Collection Rolf Heyne, ISBN 3-89910-454-4
- 2010: Wege der Freiheit. Die DDR, die Sowjetunion und Jugoslawien im Umbruch. Mit einem Vorwort von Uwe Tellkamp, Collection Rolf Heyne, ISBN 3-89910-478-1
- 2012: Love Generation. Die Jugend- und Musikkultur der Neunzigerjahre und die Loveparade, Collection Ralf Heyne, ISBN 3-89910-512-5
- 2013: Politics and More – Portraits und Reportagebilder, Ausstellungskatalog mit einem Vorwort von Wolfgang Oberressl, Herausgeber der edition:schwaben
- 2015: Budapest – Berlin: Mein Weg zur Einheit. Bildband aus den Jahren 1989 und 1990 mit einem Vorwort von Jean-Claude Juncker (Präsident der EU-Kommission), Verlag Salz und Silber, ISBN 3-00-050507-5
- 2016: Russland – Perestroika bis Putin. Russland in Zeiten des politischen und gesellschaftlichen Wandels, Bildband mit einem Vorwort von Gerhard Schröder (Bundeskanzler a. D.), Verlag Salz und Silber, ISBN 3-00-054046-6
- 2017: St. Petersburg – Kontraste. Bildband mit einem Vorwort von Wladimir Rannew, Verlag Salz und Silber, ISBN 3-00-057266-X
- 2019: Angela Merkel. Bildband zum 65. Geburtstag der Bundeskanzlerin. Verlag Salz und Silber, ISBN 978-3-9820207-3-0
- 2019: Wendejahre – Ostdeutschland 1990 – 1995. Verlag Salz und Silber, ISBN 978-3-9820207-1-6
- 2021: Das Madchen. Buch von Marie-Christine Giordano über Angela Merkel, illustriert mit Fotos von Daniel Biskup. Abbate Piolé Verlag

## Ausstellungen
- 2004: Die Menschen von St. Petersburg, u. a. Stroganov Palais – Staatliches Russisches Museum, St. Petersburg[22]
- 2007: Papst Benedikt XIV, Commerzbank Augsburg, Augsburg
- 2011: Über Leben – Fotografien von Thomas Hoepker und Daniel Biskup, Deutsches Historisches Museum, Berlin[23]
- 2014: 25 Jahre Mauerfall, Museum Palau Robert, Barcelona[24]
- 2014: Angela Merkel, 60 Jahre – 60 Bilder, Museum The Kennedys, Berlin[25]
- 2015: Budapest – Berlin. Mein Weg zur Einheit. Sonderausstellung, The Kennedys (Museum), Berlin[26]
- 2015: Budapest – Berlin: Mein Weg zur Einheit, Schaezlerpalais, Augsburg, in Zusammenarbeit mit der Onlinegalerie Salz und Silber[27]
- 2017: Foto.Kunst.Boulevard – dokumentarische und inszenierte Fotografien aus dem Boulevardjournalismus im Auftrag der BILD, Martin-Gropius-Bau, Berlin[28]
- 2017: Russland – Perestroika bis Putin, Kunstverlag Galerie Till Breckner, Düsseldorf[29]
- 2017: Russland – Perestroika bis Putin, Schaezlerpalais, Augsburg, in Zusammenarbeit mit der Onlinegalerie Salz und Silber[13]
- 2017: Sankt Petersburg – Stadt der Kontraste, Rathausdiele, Hamburg, in Kooperation mit der Körber-Stiftung und der Stadt Hamburg[30]
- 2018: Daniel Biskup. Russland – Perestroika bis Putin, Deutsches Glasmalerei-Museum Linnich